# CNN-5 (higo)
CNN-5 es un cultivar de higuera de tipo higo común Ficus carica bífera es decir con dos cosechas por temporada, brevas de primavera-verano, e higos de otoño, de higos de epidermis con color de fondo negro y sobre color ausente. Se cultiva principalmente en el sureste español (región de Murcia y provincia de Alicante),

## Sinonimia
- Sin sinónimos,[7][8]

## Historia
Parece ser que el origen de la higuera es el Mediterráneo y sus frutos han sido muy apreciados por las diferentes culturas que se han asentado en las orillas de este mar a lo largo de los años. Pero otras fuentes indican que el higo procede de los países del Oriente Próximo, abarcando desde la zona mediterránea hasta el oeste de Asia. Sin embargo antiguas civilizaciones del Mediterráneo oriental usaron el higo mucho antes de que llegara a Europa.
Probablemente su cultivo se inició en Arabia meridional desde donde se extendió al resto de países. Posiblemente los fenicios fueron quienes difundieron el cultivo de la higuera en Chipre, Sicilia, Malta, Córcega, islas Baleares, península ibérica, Francia. Los griegos llevaron el fruto a Palestina y Asia Menor.
La variedad 'CNN-5' es oriunda del sureste de España donde se cultiva en la provincia de Alicante. Esta variedad ha sido seleccionada por la « Estación Experimental Agraria de Elche » entre otras muchas de las variedades de higos negros de la Comunidad Valenciana para su cultivo de forma comercial intensiva, pues aunque es poco vigorosa se adapta bien en los cultivos intensivos, aparte de sus buenas cualidades gustativas y productividad.

## Características
La higuera 'CNN-5' es una variedad del tipo higo común bífera (con dos cosechas por temporada, brevas de primavera-verano e higos de otoño).
Las brevas presentan una relación de calibres con respecto al % de los frutos:
| Calibre | +25 | 25    | 30    | 36    | 45 | 56 | -56 |
| ------- | --- | ----- | ----- | ----- | -- | -- | --- |
| (%)     |     | 10,00 | 30,00 | 60,00 |    |    |     |

Las brevas 'CNN-5' son frutos de forma cónica, grandes, con un peso promedio de 70,10 gr, con una relación de Anchura x Longitud:38,13 x 61,33 mm, y una longitud de pedúnculo de 6,0 mm. Tienen una epidermis elástica, con firmeza media, aptitud de rayado buena, con color de fondo negro y sobre color ausente. Con un ºBrix (Media de 5 muestras) de 15,07 de sabor dulce, con mesocarpio de tamaño medio a ancho y de color rosado, con color de la pulpa rosa, con cavidad interna pequeña, con numerosos aquenios medianos. De una calidad buena en su valoración organoléptica, son de un inicio de maduración a partir del 7 de junio. Son de un muy buena resistencia a la manipulación y al transporte.
Las higos presentan una relación de calibres con respecto al % de los frutos:
| Calibre | +25 | 25 | 30 | 36    | 45    | 56    | -56 |
| ------- | --- | -- | -- | ----- | ----- | ----- | --- |
| (%)     |     |    |    | 20,00 | 50,00 | 30,00 |     |

Los higos 'CNN-5' son frutos de forma cónica, de tamaño mediano, con un peso promedio de 27,50 gr, con una relación de Anchura x Longitud:34,00 x 42,78 mm, y una longitud de pedúnculo de 5,00 mm. Tienen una epidermis elástica, con firmeza media, aptitud al rayado buena, con color de fondo negro y sobre color ausente. Con un ºBrix (Media de 5 muestras) de 19,60 de sabor muy dulce, con color de la pulpa rojo intenso, con cavidad interna pequeña, con numerosos aquenios medianos. De una calidad buena en su valoración organoléptica, son de un inicio de maduración a partir del 27 de julio. Su resistencia a la manipulación es muy buena.
Apta para breva e higo para consumo en fresco. Es una  de las variedades más cultivadas en el sureste de España por sus brevas e higos de excelente calidad y adaptación a cultivos de alta densidad.

## Cultivo, usos y aplicaciones
Esta variedad está perfectamente adaptada al cultivo de secano y presenta frutos de calidad.
Está siendo cultivado en los municipios del valle de Albaida en la provincia de Valencia y en Vega Baja del Segura de la provincia de Alicante.